# Leandro de Borbón
Leandro de Borbón y Ruiz Moragas, né le 26 avril 1929 et mort le 18 juin 2016 à Madrid, est un fils naturel du roi Alphonse XIII d'Espagne.

## Biographie
Leandro Alfonso est un fils illégitime du roi Alphonse XIII et de l'actrice María del Carmen Ruiz Moragas.
Sa mère Maria del Carmen Ruiz Moragas meurt à Madrid en juin 1936, un mois avant le déclenchement de la guerre civile. Leandro et sa sœur connaissent les difficultés et les malheurs de l'ensemble de la population de Madrid. Après le conflit, l'administrateur de la maison d'Albe révèle à Leandro sa véritable ascendance. Il a alors dix ans. Dès lors, la vie de Leandro et de sa sœur Maria Teresa change pour le mieux, avec un tuteur en la personne du comte de Los Andes.
Leandro fait ses études au collège royal Alphonse XII des Augustines du monastère de L'Escurial et dans l'école des Piaristes de Séville. Il obtient le baccalauréat, avant d'étudier le droit à l'université Maria Cristina de L'Escurial. Il effectue son service militaire dans l'armée de l'air, en concluant sa formation de pilote. En 1955, il accepte sa part de l'héritage d'Alphonse XIII. Compte tenu de la modestie de ses ressources, Leandro travaille dans diverses activités, y compris la vente de voitures et de ferraille.
Ses relations avec la maison royale, correctes pendant quelques années, se détériorent au cours des années 1990. En conséquence, Leandro décide de faire paraître, avec l'aide du journaliste José María Solé, ses mémoires, Le bâtard royal. Mémoires du fils non reconnu d'Alphonse XIII.
Leandro meurt à Madrid le 18 juin 2016 après une rapide détérioration de sa santé, à la suite d'une pneumonie contractée quelques mois auparavant,.
Il repose au cimetière de La Almudena.

## Reconnaissance de paternité
La Maison royale espagnole ne s'étant pas prononcée officiellement sur sa filiation, Leandro introduit une action en reconnaissance de paternité le 3 décembre 2002 devant le juge du registre civil de Madrid. L'ordonnance du 21 mai 2003 confirme ses prétentions : 

« Dans le dossier gouvernemental 978/02 relatif à l'établissement de la filiation, il a été fait droit à la demande de M. Leandro Alfonso Ruiz Moragas et a accepté que son acte de naissance indique qu'il était le fils de Sa Majesté don Alfonso de Borbón y Austria. En conséquence de cette détermination de la filiation paternelle, et conformément à l'article 55 de la loi sur le registre civil, la personne enregistrée portera désormais le nom de famille de Borbón Ruiz. »

Dans le cadre de l'ordonnance, dans la première ordonnance du 28 avril 2004, Leandro est reconnu comme le fils d'Alphonse XIII, « avec tous les droits qui lui sont favorables » et sans qu'il soit nécessaire de procéder à un test ADN.